# Комоса, Анатолий Савельевич
Анато́лий Саве́льевич Комо́са (19 ноября (2 декабря) 1916, Новгород-Северский ныне Черниговской области, Украина — 21 января 1952, там же) — Герой Советского Союза (27 июня 1945), майор (1944), военный лётчик.

## Биография
Родился 19 ноября (2 декабря) 1916 года в городе Новгород-Северский ныне Черниговской области (Украина). Украинец. В 1931 году окончил школу-семилетку. Работал учеником шофёра на Днепрострое. В 1934 году окончил 9 классов школы. Работал шофёром на строительстве завода ферросплавов.
В армии с августа 1935 года. В 1937 году окончил Ворошиловградскую военную авиационную школу лётчиков (город Луганск), до 1938 года был в ней лётчиком-инструктором. Затем продолжал службу в строевых частях ВВС (в городе Ростов-на-Дону).
Участник боёв на реке Халхин-Гол в июне-сентябре 1939 года в должности командира звена 70-го истребительного авиационного полка и помощника командира отдельной разведывательной авиаэскадрильи. Совершил 168 боевых вылетов на истребителях И-15бис и И-16, участвовал в 24 воздушных боях, сбил 5 самолётов противника. Был дважды ранен в воздушных боях (05.07.1939, 20.08.1939). Награждён орденами Ленина и Красного Знамени.
Участник присоединения Западной Белоруссии в сентябре 1939 года. В должности командира авиаэскадрильи 10-го истребительного авиационного полка совершил 4 боевых вылета на истребителе И-16.
Продолжал службу в строевых частях ВВС (в Одесском и Киевском военных округах).
Участник Великой Отечественной войны: в июне 1941-марте 1942 — командир авиаэскадрильи 131-го истребительного авиационного полка. Воевал на Южном фронте, участвовал в оборонительных боях на Украине. 22 июля 1941 года при штурмовке вражеского аэродрома в районе города Белая Церковь (Киевская область) был сбит. Сел на горящем самолёте на территории, занятой противником, через 9 часов перешёл линию фронта и вернулся в свой полк. Был ранен в левую ногу, месяц находился в госпитале.
В марте-ноябре 1942 — командир авиаэскадрильи 16-го гвардейского истребительного авиационного полка, в ноябре-декабре 1942 — командир звена 88-го истребительного авиационного полка. Воевал на Южном фронте, Северо-Кавказском и Закавказском фронтах. Участвовал в оборонительных операциях в Донбассе и на Дону, битве за Кавказ.
В декабре 1942-феврале 1944 — командир авиаэскадрильи, помощник командира 131-го (с февраля 1943 года — 40-го гвардейского) истребительного авиационного полка по воздушно-стрелковой службе. Воевал на Закавказском, Северо-Кавказском, Воронежском и 1-м Украинском фронтах. Участвовал в освобождении Кубани, Курской битве, битве за Днепр и освобождении Правобережной Украины. В 1943 году во время одного из воздушных боёв из-за резкого вывода самолёта из пикирования получил травму слухового аппарата, в результате которой наполовину оглох.
С февраля 1944 года — лётчик-инспектор по технике пилотирования 2-й воздушной армии (1-й Украинский фронт). Участвовал в освобождении Польши, Берлинской и Пражской операциях. За время Великой Отечественной войны совершил 206 боевых вылетов на истребителях И-16, МиГ-3, ЛаГГ-3, Ла-5, Ла-7, Як-1, Як-3 и Р-39 «Аэрокобра», в воздушных боях сбил лично 8 и в составе группы 4 самолёта противника.
За мужество и героизм, проявленные в боях, Указом Президиума Верховного Совета СССР от 27 июня 1945 года гвардии майору Комосе Анатолию Савельевичу присвоено звание Героя Советского Союза с вручением ордена Ленина и медали «Золотая Звезда».
После войны продолжал службу в ВВС. С марта 1946 года — начальник лаборатории изучения опыта войны Конотопского военного авиационного училища лётчиков. С августа 1946 года майор А. С. Комоса — в запасе.
В 1946—1948 годах работал заместителем начальника разведывательной партии треста «Ростовуглеразведка», в 1949—1950 — заместителем директора Черновицкого текстильного комбината. В июне-августе 1950 года работал командиром истребительной авиаэскадрильи Сумского учебного авиационного центра. После этого проживал в городе Ростов-на-Дону. Трагически погиб 21 января 1952 года в городе Новгород-Северский. 
Похоронен в парке имени Т. Г. Шевченко в родном городе.

## Награды и звания
- Герой Советского Союза (27.06.1945);
- 2 ордена Ленина (17.11.1939, 27.06.1945);
- 3 ордена Красного Знамени (28.08.1939, 5.11.1941, 10.1944);
- орден Отечественной войны 1-й степени (11.08.1943);
- медали.

## Память
Бюст А. С. Комосы установлен в городе Новгород-Северский. На здании школы, в которой учился А. С. Комоса, установлена мемориальная доска.